# Kioku no Toshokan
Kioku no Toshokan (記憶の図書館) é o 16º álbum de estúdio de Maaya Sakamoto. Foi lançado em 31 de maio de 2023 pela FlyingDog, um selo da gravadora Victor Entertainment e possui doze faixas.

## Produção
Sakamoto convidou vários artistas para participar do álbum, como Yu Arauchi, da banda cero; Yuho Iwasato, letrista com quem já trabalhou inúmeras vezes; Daisuke Kawaguchi; Shigeru Kishida, da banda Quruli; Katsutoshi Kitagawa, da banda ROUND TABLE; Shōhei Koga, da banda yourness; Shintaro Sakamoto; Anna Takeuchi; Kohei Dojima; a banda tricot; and hiyune, da banda chilldspot.
O título, algo como "biblioteca de memórias" em tradução livre, ilustra a ideia de álbum conceitual criado pela artista. Ele conta a história de um garoto que coleciona "memórias descartadas" da biblioteca, e começa a devolve-las para seus donos em suas janelas. Como seriam as músicas dessas lembranças?
Uma edição limitada do álbum também foi lançada, contendo um blu-ray com videoclipes para as canções "Sumire", "Mada Tooku ni Iru" e "un_mute." Um videoclipe foi produzido para a canção "Naimononedari", mas não foi incluso no bluray.

## Recepção
O álbum ficou cinco semanas no Oricon Albums Chart, chegando à 7ª posição. Chegou à 12ª posição na Billboard Japan (e à 12ª no Hot 100).

## Faixas
| N.º            | Título                                                                                               | Letras            | Música                         | Arranjo                   | Duração |  |
| 1.             | "Naimononedari"                                                                                      | M. Sakamoto       | Yu Arauchi                     | Y. Arauchi                | 4:05    |  |
| 2.             | "discord"                                                                                            | M. Sakamoto       | Anna Takeuchi                  | Daisuke Kawaguchi         | 4:01    |  |
| 3.             | "Time Traveler"                                                                                      | M. Sakamoto       | Katsutoshi Kitagawa            | K. Kitagawa               | 5:30    |  |
| 4.             | "un_mute" (de REVENGER)                                                                              | Yuho Iwasato      | SIRA                           | Shin Kono                 | 4:56    |  |
| 5.             | "Taion" (vocal: yourness)                                                                            | Y. Iwasato        | Syohei Koga                    | S. Koga                   | 4:18    |  |
| 6.             | "Ichido Kiri de Ii" (vocal: tricot)                                                                  | M. Sakamoto       | tricot                         | tricot                    | 4:13    |  |
| 7.             | "Mada Tooku ni Iru" (de Hikari no Ou)                                                                | M. Sakamoto       | Umuya Aneta e Sayuri Horishita | U. Aneta                  | 5:13    |  |
| 8.             | "Kotoba ni Dekinai" (de Honzuki no Gekokujou: Shisho ni Naru Tame ni wa Shudan wo Erande Iraremasen) | M. Sakamoto       | M. Sakamoto                    | h-wonder                  | 4:55    |  |
| 9.             | "Anything you wanna be"                                                                              | M. Sakamoto       | Hiyune                         | Kohei Dojima              | 5:08    |  |
| 10.            | "Kuuchuu Niwa"                                                                                       | K. Dojima         | K. Dojima                      | K. Dojima                 | 4:22    |  |
| 11.            | "Kagami no Naka de"                                                                                  | Shintaro Sakamoto | Keiichi Tomita                 | K. Tomita                 | 4:16    |  |
| 12.            | "Sumire" (de DEAIMON)                                                                                | M. Sakamoto       | Shigeru Kishida                | S. Kishida e Kento Ohgiya | 3:55    |  |
| Duração total: | Duração total:                                                                                       | Duração total:    | Duração total:                 | Duração total:            | 54:52   |  |